# Ewa Nawrocka
Ewa Wanda Nawrocka (ur. 26 czerwca 1942 w Stanisławowie, zm. 28 stycznia 2024 w Gdańsku) – polska literaturoznawczyni, doktor habilitowany nauk humanistycznych.

## Życiorys
W 1974 r. obroniła pracę doktorską Idee i obrazy mistycznej twórczości Juliusza Słowackiego pod opieką prof. Marii Janion, w 2003 r. otrzymała habilitację za pracę Osoba w podróży. Podróże Marii Dąbrowskiej. Pracowała na stanowisku adiunkta w Instytucie Filologii Polskiej na Wydziale Filologicznym Uniwersytetu Gdańskiego.